# Kampioenschap van Vlaanderen 2013
Il Kampioenschap van Vlaanderen 2013, novantottesima edizione della corsa, valido come evento dell'UCI Europe Tour 2013 categoria 1.1, si svolse il 20 settembre 2013 su un percorso di 192 km. Fu vinto dal belga Jens Debusschere, che terminò la gara in 4h25'31" alla media di 43,38 km/h.
Furono 147 i ciclisti che portarono a termine la gara.

## Squadre e corridori partecipanti
| N.    | Cod. | Squadra                     |
| ----- | ---- | --------------------------- |
| 1-8   | SKT  | An Post-Chainreaction       |
| 11-18 | RIJ  | Cyclingteam De Rijke-Shanks |
| 21-28 | BMC  | BMC Racing Team             |
| 31-38 | EUS  | Euskaltel-Euskadi           |
| 41-48 | LTB  | Lotto-Belisol Team          |
| 51-58 | ARG  | Team Argos-Shimano          |
| 61-68 | TST  | Team Saxo-Tinkoff           |
| 71-78 | VCD  | Vacansoleil-DCM             |
| 81-88 | AJW  | Accent Jobs-Wanty           |
| 91-98 | CRE  | Crelan-Euphony              |

| N.      | Cod. | Squadra                     |
| ------- | ---- | --------------------------- |
| 101-108 | EUC  | Team Europcar               |
| 111-118 | TSV  | Topsport Vlaanderen-Baloise |
| 121-128 | CMD  | Colba-Superano Ham          |
| 131-138 | DOL  | Doltcini-Flanders           |
| 141-148 | KOG  | Koga Cycling Team           |
| 151-158 | MET  | Metec-TKH Continental       |
| 161-168 | TJM  | Joker-Merida                |
| 171-178 | MMM  | Team 3M                     |
| 181-188 | JVC  | Ventilair-Steria            |
| 191-198 | WIL  | Vérandas Willems            |

## Ordine d'arrivo (Top 10)
| Pos. | Corridore           | Squadra          | Tempo    |
| ---- | ------------------- | ---------------- | -------- |
| 1    | Jens Debusschere    | Lotto-Belisol    | 4h25'31" |
| 2    | Baptiste Planckaert | Crelan           | s.t.     |
| 3    | Michael Van Staeyen | Topsport Vl.     | s.t.     |
| 4    | Jonathan Cantwell   | Saxo-Tinkoff     | s.t.     |
| 5    | Wesley Kreder       | Vacansoleil      | s.t.     |
| 6    | Timothy Dupont      | Ventilair-Steria | s.t.     |
| 7    | Steffen Radochla    | Euskaltel        | s.t.     |
| 8    | Romain Feillu       | Vacansoleil      | s.t.     |
| 9    | Darijus Dzervus     | Doltcini         | s.t.     |
| 10   | Wouter Mol          | Vacansoleil      | s.t.     |